# 家庭团聚政策
家庭团聚政策，是指在许多国家，如果家庭成员中的一个或多个在该国居住，其它成员也可以迁入该国以使家庭团聚的政策。这种规定旨在协调家庭成员共同生活和国家控制移民这两种权利。家庭团聚的一种特殊情况是婚姻移民，一方迁移到配偶所在国，如果迁移发生在婚前，那属于特殊类别，如果发生在婚后，就适用于家庭团聚法。近些年，为寻求政治庇护，有些未成年人冒险前往别的国家，一旦他们获得移民资格，其他家庭成员也将可以迁移过来。

## 欧洲的家庭团聚政策
移民欧洲的人中很大一部分是通过家庭团聚法移民的。欧洲许多国家近年来已经制定法律限制此类移民方式。
- 丹麦：如果是婚姻移民，丹麦的法律要求配偶双方年龄都不能低于24岁。被称为“24岁法则（英语：24 year rule）”。此外，这对夫妇和丹麦的关系必须比与原籍国更牢固，除非其中一方已经在丹麦生活超过26年。
- 荷兰：如果是婚姻移民，法律要求配偶中荷兰籍一方必须不低于21岁，收入至少比最低工资高20%。非荷兰籍一方需要在原籍国的荷兰大使馆通过综合考试，以证明他/她基本掌握了荷兰语。而在欧盟，虽然处理一个法律案件可以花费数年，成千上万欧元，但它的自由移民法律使家庭成员得以很快团聚，所需费用和办个身份证差不多。因此，一些荷兰人会先搬到比利时或德国居住至少6个月，这样移民时就可以遵照欧盟而不是荷兰的家庭团聚法。这就是“比利时通道”或“欧盟通道”。[1]
- 德国：从2007年开始，德国法律要求配偶双方年龄皆不低于18岁。在德国居住的一方不依赖于社会福利，而且必须有足够住所。移民的一方必须证明自己有基本的德语口语和书写能力。这项法律适用于德国人和外国公民。[2]
- 挪威：担保人2014年的税前收入必须不低于251,856挪威克朗（37,000美元），2013年的税前收入必须不低于246,136挪威克朗。证明人在过去12个月必须未接受过社会保障金。挪威移民局每年都会核实担保人收入是否达到了要求。
- 英国：从2012年开始，如果你自己想移民到英国，你每年的收入必须达到18,600英镑；如果你为你和一个小孩一起申请，你每年收入必须达到22,400英镑；每多一个小孩，收入标准会增加2,400英镑。

對於以難民身份取得居留權的人，上面所述的家庭收入要求未必適用。在2015年歐洲移民危機惡化後，一些歐洲國家已收緊或考慮收緊難民申請家人團聚的條件。

## 加拿大的家庭团聚政策
根据《移民及难民保护法》和相关规定，年龄不低于18岁的加拿大公民或加拿大永久居民，在一定条件下，可以为他们直系亲属中特定成员担保在加拿大的永久居住权。
符合条件的人包括：年龄不低于16岁的担保人的配偶、同居伴侣或婚配对象，父母和祖父母，所抚养子女或打算领养的子女，成为孤儿的兄弟姐妹、侄女/外甥女，或年龄小于18岁、未婚或没有存在事实婚姻的孙子/孙女。这条规则有一个例外：如果上述符合条件者都不存在，担保人在加拿大也没有亲属，那他可以为最后剩余家庭成员申请，但这种情况很罕见。

## 美国的家庭团聚政策
移民美国最常见的法律依据就是家庭团聚法，此法律是依照修订后的《1965年移民与国籍法案》制定的。历史上，美国移民法对家庭团聚的重视起始于1965年的法案，它把74%名额分配给了新移民中获得家庭团聚签证的人。这些人中，优先权依次是：美国公民的未婚成年子女（20%），获得永久居住权的外籍人士的配偶和未婚子女（20%），美国公民的已婚子女（10%）和年龄超过21岁美国公民的的兄弟姐妹（24%）。
美国公民和永久居民可以通过多种途径为亲属担保移民美国。任何年龄的美国公民都可以为他们的配偶和子女移民做担保，但超过21岁者才能为兄弟姐妹和父母担保。（美国最高法院2013年对美利坚诉温莎案作出判决，同性夫妻和异性伴夫妻应该受享受同等待遇。）永久居民只能担保配偶和未婚子女。无论哪种情况，担保者必须拥有高于贫困线25%的收入，证明他有能力在经济上支持其亲属，并提供证据证明他们的亲属关系。美国公民的直系亲属（配偶，父母，21岁以下未婚子女）在申请获批后自动获得移民资格，其它通过家庭成员获得移民资格的人必须等待名额，这种优先体系使有效名额依次提供。美国公民只能为兄弟姐妹、配偶、父母、子女担保，他们不能担保叔叔/舅舅，阿姨/姑姑，外甥女/侄女，外甥/侄子，祖父母，（外）孙子/（外）孙女，但在某些情况下这些关系也可以享有派生受益人身份。

### 父母移民
根据《美国宪法第十四条修正案》中的公民条约，“所有出生在美国或者已入籍者，还有受其管辖的人，都是美国的和他们居住州的公民。”
根据现行法律，在某些条件下，年龄不低于21岁的美国公民可以担保其父母移民美国。子女必须证明他们有能力为父母提供经济支持。除此之外，根据现行法律和美国海关总署政策，非法入境者（未经许可入境）可能不能在美国调整身份，但是离开美国又触犯了进入美国的禁令，如果父母在美国只停留了180-364天，他们会在收到禁令三年内禁止入境，但是更常见的是如果父母在美国停留超过一年，他们会收到禁令十年内不得入境。除非父母愿意在美国境外等禁令解除，否则，他们不能通过子女把身份合法化。如果父母是合法入境，那就不需要离开美国来调整身份，除非他们入境时持有的是未婚妻签证或J类签证，而且以外国人身份居留期间没有得到豁免文件。
拥有美籍未成年子女一直被曲解，认为有助于（逃避）驱逐出境程序：其实这种好处只在子女生活极度艰难困苦这种非常罕见的情况下才会存在。这种情况的豁免数量被控制在每年不超过5000人。联邦上诉法院已经拒绝批准移民归化局仅仅因为非法移民有美籍未成年子女就推迟驱逐他们。
到2005年时，大概310万美籍儿童有至少父母一方为非法移民。在2005-2007年之间，至少13,000名美国儿童父母中一方或双方都被驱逐出境。